# Vitálio (mestre dos soldados)
Vitálio (em latim: Vitalius) foi um oficial bizantino do século VI, ativo no reinado do imperador Justiniano (r. 527–565) no Reino Ostrogótico por ocasião do conflito com o Império Bizantino.

## Vida
Vitálio aparece pela primeira vez na primavera ou verão de 539, quando estava na Venécia. Na ocasião, os hérulos, que estavam retornando da Itália para Constantinopla após a reconvocação de Narses, encontraram-no e deixaram com ele Visando e seus apoiantes. É possível, como sugerido pelos autores da Prosopografia, que Vitálio já fosse mestre dos soldados da Ilíria e que adquiriu o posto em 538/9 em sucessão de Justino. No começo de 540, quando Belisário sitiou Ravena, partiu para ajudá-lo com exército da Dalmácia e montou guarda na margem norte do rio Pó, para evitar que suprimentos chegassem aos godos em Ravena por aquela rota; a margem sul foi vigiada por Magno. Num golpe de sorte, o nível do rio baixou e capturaram muitos barcos com cereais e outros suprimentos da Ligúria. Mais tarde, a medida que o cerco avançou, recebeu ordens para ir à Venécia e capturar quantos sítios fosse possível.
Após a queda de Ravena e o retorno de Belisário para Constantinopla, Vitálio permaneceu na Venécia. Estava lá com um grande exército que incluía muitos hérulos em 540/1 e foi o único comandante a agir contra o rei Ildibaldo (r. 540–541) e tentar parar o ressurgimento do Reino Ostrogótico. Arriscou batalhar, ao lado de Visando e Teodimundo, perto de Tarbésio, mas foi derrotado por Ildibaldo com pesadas baixas e fugiu. Após Tótila (r. 541–552) tornar-se rei, Vitálio e outros oficiais se encontraram em Ravena para decidir o curso de ação. Decidiram capturar Verona e então mover-se contra Tótila em Ticino. A tentativa de capturar Verona foi um fracasso, pois os bizantinos deixaram passar a oportunidade de entrar na cidade, que estava aberta para eles por conta de uma traição, e foram obrigados a retroceder em direção a Favência. No caminho, Tótila encontrou-os e os derrotou esmagadoramente e eles foram obrigados a se abrigar nas cidades da região.
Em 544, Vitálio retornou para o Oriente, deixando para trás as tropas ilírias. Sob ordens do imperador, acompanhou Belisário à Trácia onde recrutaram aproximados quatro mil soldados antes de ir para Salona com intuito de velejar para Ravena e continuar a guerra de lá; foi Vitálio que persuadiu Belisário a fazer dela sua base. Provavelmente velejaram para Pula e então para Ravena. Ao chegarem na Itália, Vitálio recebeu ordens de marchar à Emília com suas tropas ilírias e Torismundo para tentar capturar alguns sítios lá. Aceitou a rendição de vários fortes próximos de Bonônia, mas então permaneceu inativo em Bonônia. Nesse momento, as tropas ilírias sob seu comando, que serviram na Itália por muito tempo e deveriam receber altos pagamentos, souberam que a Ilíria estava sob ataque dos hunos e escolheram desertar e retornar para casa. Ciente disso, Tótila enviou um exército para Bonônia para capturar Vitálio e os outros, mas foram emboscados e obrigados a fugir. É possível que Vitálio e Torismundo retornaram para Ravena depois disso, mas Procópio de Cesareia, a principal fonte do conflito, não faz menção a ele.